# Shōji Nakayama (drummer)
Shōji Nakayama (Japans: 中山 昭二, Nakayama Shōji, circa 1950) is een Japanse jazzdrummer en percussionist.

## Biografie
Shōji Nakayama werkte vanaf de jaren 70 in de Japanse jazzscene, o.a. in het sextet van Naosuke Miyamoto (Step!, 1973) en in de jaren erna in de groep van Masahiko Togashi (Spiritual Nature, 1975), met Keiki Midorikawa (Five Pieces of Cake, 1975) en in Kings Roar Orchestra, een groep van Hideto Kanai (Ode to Birds, 1975).
In de jaren 90 leidde Nakayama een eigen trio, met daarin ook pianist Akimitsu Iwase.

## Discografie (selectie)
- Seiichi Nakamura, Kazuo Yashiro, Masanaga Harada, Shoji Nakayama: Let's Swing Now (1976)